# Ezequiel Lavezzi
Ezequiel Iván Lavezzi (Villa Gobernador Gálvez, 3 mei 1985) is een voormalig Argentijns profvoetballer die bij voorkeur als aanvaller speelde. Hij kwam van 2003 tot en met 2019 achtereenvolgens uit voor CA Estudiantes, CA San Lorenzo, SSC Napoli, Paris Saint-Germain en Hebei China Fortune. Lavezzi debuteerde in 2007 in het Argentijns voetbalelftal.

## Carrière

### Clubs

#### Begin
Lavezzi begint al op vroege leeftijd te voetballen bij de jeugdafdeling van de Boca Juniors, voor hij als tiener het voetbal achter zich laat na onenigheid met de club en hij net als zijn broer als elektricien gaat werken.
Desondanks komt hij bij US Fermana in Italië onder voorzitter Battaglioni op proef, maar wordt niet gecontracteerd in verband met bureaucratische problemen met zijn buitenlandse paspoort. Daarom pikt hij het voetbal weer op bij de Estudiantes de Buenos Aires in de derde divisie, waar hij in negenendertig wedstrijden in 2004 zeventien keer scoort.

#### San Lorenzo en Genoa
Aan het einde van de competitie wordt hij gecontracteerd door Genoa, op dat moment spelend in de Serie B, die besluit hem voor een jaar uit te lenen aan CA San Lorenzo de Almagro in Argentinië, waar hij in negentien wedstrijden negen goals maakt. In de zomer van 2005 roept Genoa hem terug met het oog op het te spelen seizoen in de Serie A, waar Genoa zich net opnieuw voor geplaatst had.
Op 23 juli 2005 maakte hij in het rood-blauwe shirt zijn debuut met het rugnummer tien, tijdens de vriendschappelijke ontmoeting met Val Stubai. Daarna speelt hij nog twee wedstrijden (tegen Olymiakos en Carrarese), voordat de club uit Ligurië werd teruggeplaatst in de Serie C1 door een corruptieschandaal in het seizoen 2004-2005. Na slechts één maand bij Genoa, keert hij terug naar Argentinië waar hij definitief gekocht wordt door CA San Lorenzo de Almagro. In het shirt van de club uit deze wijk van Buenos Aires gaat hij door met presteren op hoog niveau en verovert het kampioenschap van de Primera División ("Eerste Divisie") van 2007 in Argentinië, en leidt San Lorenzo tot de kwartfinale van de Copa Sudamericana optredend als de absolute hoofdrolspeler. In deze twee jaar maakt Lavezzi zestien goals voor San Lorenzo in vijfenvijftig wedstrijden.

#### SSC Napoli
Op 1 juli 2007 tekent hij voor vijf jaar een contract bij SSC Napoli, voorafgaand aan het seizoen 2007/08.
Op 15 augustus 2007 speelt hij zijn eerste wedstrijd in het blauwe shirt tegen AC Cesena, voor de Coppa Italia. Drie dagen later, op 18 augustus, speelt hij zijn tweede officiële wedstrijd in de Coppa Italia tegen Pisa en weet driemaal te scoren. Het was de eerste keer in veertien jaar dat een speler van Napoli drie keer in één wedstrijd scoorde.
Zijn eerste doelpunt in de competitie maakte hij op 2 september 2007 tijdens de uitwedstrijd tegen Udinese, terwijl hij zijn eerste doelpunt in het stadion van Napoli (San Paolo) maakt op 4 november tegen Reggina. Op 2 februari 2008, tijdens de thuiswedstrijd tegen Udinese, maakt hij voor de eerste keer twee doelpunten in één competitiewedstrijd van de Serie A; op 19 maart doet hij dit nogmaals, dit keer tegen Fiorentina, tevens in het stadion van San Paolo. Hij sluit zijn eerste seizoen in de Serie A af met acht goals in vijfendertig wedstrijden, bijdragend aan de kwalificatie van Napoli voor de UEFA Intertoto Cup.
Tijdens het volgende seizoen, maakt hij op 28 augustus zijn eerste Europese doelpunt tegen het Albanese KS Vllaznia Shkodër, in de voorrondes van de UEFA Cup. In de competitie maakt hij zijn eerste doelpunt tijdens de uitwedstrijd tegen Genoa op 5 oktober 2008. De volgende wedstrijd in San Paolo, tegen Juventus, maakt hij het beslissende doelpunt voor de Napolitanen. Op 23 november 2008 maakt hij tijdens de thuiswedstrijd tegen Cagliari voor de eerste keer voor Napoli een doelpunt vanuit een strafschop. Dankzij zijn prestaties wordt zijn naam op de veertiende plaats opgenomen in de lijst van de 50 meest veelbelovende jonge spelers van de wereld, opgesteld door het Britse dagblad The Times. Hierna maakt hij doelpunten tegen Inter, Chievo, Udinese en Reggina en sluit zijn tweede seizoen in de Seria A af met zeven goals in dertig wedstrijden.
Hij begint het seizoen 2009-2010 met een doelpunt tegen Salernitana in de Coppa Italia. Tijdens de competitie maakt hij zijn eerste doelpunt in de uitwedstrijd tegen Inter en nog een doelpunt tijdens de uitwedstrijd tegen AS Roma. Zijn derde goal van het seizoen maakt hij tijdens de uitwedstrijd tegen Cagliari, aan het eind van deze wedstrijd wordt hij van het veld gestuurd omdat hij de bal tegen de trainer van Cagliari, Massimiliano Allegri, schopte. Dit was zijn eerste directe rode kaart in zijn Italiaanse carrière. Tijdens de wedstrijd tegen Sampdoria op 10 januari 2010, wordt hij voor veertig dagen uitgeschakeld door een scheur in zijn linker dijbeenspier.
Na het tekenen van de verlenging van zijn contract tot 2015, maakt hij op 13 maart weer een doelpunt tijdens de thuiswedstrijd tegen Fiorentina; de eerste goal tijdens een thuiswedstrijd sinds meer dan een jaar. Ook tijdens de thuiswedstrijd tegen Juventus op 25 maart weet hij te scoren en op 10 april komt hij voor de honderdste keer uit voor Napoli, dit keer tegen Parma. Op 18 april beslist hij de wedstrijd met twee goals tegen Bari.

#### Paris Saint-Germain
Lavezzi verruilde SSC Napoli in 2012 voor Paris Saint-Germain. Dat was een jaar daarvoor in handen gekomen van Qatar Sports Investments. Dit maakte Paris Saint-Germain de rijkste club van Frankrijk en een van de rijkste in de wereld. Zodoende kocht de club in een paar jaar voor honderden miljoenen euro's een team bij elkaar met onder anderen Thiago Motta, Javier Pastore, Thiago Silva, Marco Verratti, Lucas Moura, Zlatan Ibrahimović en Edinson Cavani. Samen met hen domineerde Lavezzi de daaropvolgende jaren de Franse competitie, met opeenvolgende landskampioenschappen en Super Cups en overwinningen in beide Franse bekertoernooien. Ook begon 'PSG' een factor te worden in de UEFA Champions League, waarin Lavezzi met zijn ploeggenoten in 2012/13, 2013/14 en 2014/15 drie keer achter elkaar de kwartfinale haalde.

#### Hebei China Fortune
In februari 2016 tekende Lavezzi een contract bij Hebei China Fortune. Hier sloot hij drie jaar later zijn spelersloopbaan af.

## Statistieken
| Seizoen | Club                | Competitie       | Competitie | Competitie | Beker | Beker | Europees | Europees | Ligabeker | Ligabeker | Totaal | Totaal |
| Seizoen | Club                | Competitie       | Wed.       | Dlp.       | Wed.  | Dlp.  | Wed.     | Dlp.     | Wed.      | Dlp.      | Wed.   | Dlp.   |
| ------- | ------------------- | ---------------- | ---------- | ---------- | ----- | ----- | -------- | -------- | --------- | --------- | ------ | ------ |
| 2006    | San Lorenzo         | Primera División | 6          | 4          | —     | —     | —        | —        | —         | —         | 6      | 4      |
| 2007    | San Lorenzo         | Primera División | 23         | 7          | —     | —     | —        | —        | —         | —         | 23     | 7      |
| 2007/08 | Napoli              | Serie A          | 35         | 8          | 4     | 3     | —        | —        | —         | —         | 39     | 11     |
| 2008/09 | Napoli              | Serie A          | 30         | 7          | 1     | 0     | 3        | 0        | —         | —         | 34     | 7      |
| 2009/10 | Napoli              | Serie A          | 30         | 8          | 1     | 1     | —        | —        | —         | —         | 31     | 9      |
| 2010/11 | Napoli              | Serie A          | 31         | 6          | 2     | 1     | 9        | 2        | —         | —         | 42     | 9      |
| 2011/12 | Napoli              | Serie A          | 30         | 9          | 4     | 0     | 8        | 2        | -         | -         | 42     | 11     |
| 2012/13 | Paris Saint-Germain | Ligue 1          | 28         | 3          | 4     | 3     | 9        | 5        | 1         | 0         | 42     | 11     |
| 2013/14 | Paris Saint-Germain | Ligue 1          | 32         | 9          | 1     | 1     | 10       | 2        | 5         | 0         | 48     | 12     |
| 2014/15 | Paris Saint-Germain | Ligue 1          | 31         | 8          | 5     | 1     | 8        | 0        | 3         | 0         | 47     | 9      |
| 2015/16 | Paris Saint-Germain | Ligue 1          | 16         | 2          | 1     | 0     | 4        | 0        | 3         | 1         | 24     | 3      |
| 2016    | Hebei China Fortune | Super League     | 10         | 0          | 1     | 0     | —        | —        | —         | —         | 11     | 0      |
| 2017    | Hebei China Fortune | Super League     | 27         | 20         | 0     | 0     | —        | —        | —         | —         | 27     | 20     |
| 2018    | Hebei China Fortune | Super League     | 26         | 12         | 1     | 0     | —        | —        | —         | —         | 27     | 12     |
| 2019    | Hebei China Fortune | Super League     | 11         | 3          | 0     | 0     | —        | —        | —         | —         | 11     | 3      |
| Totaal  | Totaal              | Totaal           | 366        | 106        | 25    | 10    | 51       | 11       | 12        | 1         | 454    | 128    |

## Erelijst
| Competitie             |             |                           |             |             |
| Competitie             | Aantal      | Jaren                     |             |             |
| San Lorenzo            | San Lorenzo | San Lorenzo               | San Lorenzo | San Lorenzo |
| ---------------------- | ----------- | ------------------------- | ----------- | ----------- |
| Primera División       | 1x          | 2007 Clausura             |             |             |
| SSC Napoli             |             |                           |             |             |
| Coppa Italia           | 1x          | 2011/12                   |             |             |
| Paris Saint-Germain    |             |                           |             |             |
| Ligue 1                | 3x          | 2012/13, 2013/14, 2014/15 |             |             |
| Coupe de France        | 1x          | 2014/15                   |             |             |
| Coupe de la Ligue      | 2x          | 2013/14, 2014/15          |             |             |
| Trophée des Champions  | 2x          | 2013, 2014                |             |             |
| Argentinië onder 23    |             |                           |             |             |
| Olympische Zomerspelen | 1x          | 2008                      |             |             |